# إي. د. جليسون
إي. د. جليسون (بالإنجليزية: E.D. Gleason)‏ هو فلاح وسياسي أمريكي، ولد في 9 سبتمبر 1899 في الولايات المتحدة، وتوفي في 25 يوليو 1959 في مندن في الولايات المتحدة. حزبياً، نشط في الحزب الديمقراطي. وقد انتخب عضو مجلس نواب لويزيانا.